# Furlug község
Furlug község (románul: Comuna Fârliug) község Krassó-Szörény megyében, Romániában. Központja Furlug, beosztott falvai Bojtorjános, Dezesd, Dulló, Pogányosremete, Pogányosvölgy.

## Népessége
A 2011-es népszámlálás adatai alapján a község népessége 1956 fő volt.